# Claude Bégin
Pour les articles homonymes, voir Bégin.
Claude Bégin est un chanteur pop canadien originaire du Québec. Multi-instrumentiste, il commence sa carrière dans le duo hip-hop Accrophone en 1993 puis fait partie du collectif Alaclair Ensemble. Le succès vient avec la collaboration avec le chanteur Karim Ouellet. Son premier album solo, Les Magiciens, sort le 3 février 2015 et son deuxième, Bleu nuit en 2018.

## Biographie
En novembre 2020 il est annoncé au casting de la première saison de Big Brother Célébrités, la version québécoise de Celebrity Big Brother. L'émission débute le 10 janvier 2021. Claude Bégin a entretenu une relation de couple après sa sortie de l'émission avec l'influenceuse Lysandre Nadeau, rencontrée lors des tournages de la téléréalité Big Brother Célébrités. La relation s'est terminée quelques mois suivant la fin de l'émission. Quelques mois plus tard, soit en août 2022, Lysandre et Claude annoncent attendre un enfant pour février 2023. Leur enfant est nommé Blaise. Pour leur premier enfant ensemble, le couple a écrit le livre Le trésor de Blaise et la chanson Ti Bonhomme. Ils ont également sorti une nouvelle chanson Parenthèse qui fait un lien avec leur projet de balado du même nom.
Il a participé à une publicité de la Ville de Laval afin de sensibiliser les automobilistes à faire attention sur les rues de son territoire. Il a écrit la chanson "Tout doux" à l'aide du groupe Alaclair Ensemble pour l'occasion.

## Discographie

### Album studio
- 2015 : Les Magiciens
- 2018 : Bleu nuit

## Filmographie

### Télévision
- 2017-2019 : Cheval-Serpent : Frank

- 2018 : District 31 : Mitaine Beaulieu

- 2021 : Big Brother Célébrités : Claude Bégin